# Німецький народний дім у Чернівцях
Німецький народний дім у Чернівцях — дім, збудований на початку XX століття спілкою чернівецьких німецьких товариств, який став центром німецького культурного і громадського життя у Чернівцях та на Буковині.

## Передумови побудови Німецького дому в Чернівцях
Німці з'явились на Буковині ще в епоху середньовіччя, проте їх кількість була незначною. Із входженням (1774) Буковини до складу Австрії перші управителі намагалися заохотити переселення німців на Буковину. Патентом про переселення були визначені немалі пільги для переселенців: звільнення на 50 років від рекрутчини, на 19 років від податків, заміна панщини угодами із землевласниками, чия земля надавалася у користування, деяка фінансова та матеріальна допомога з боку держави.
Першими німецькими переселенцями стали службовці військових і цивільних установ. Поступово на Буковину стали прибувати промисловці і ремісники, які поселялися переважно у містах. Німці стали першими професійними ремісниками: слюсарями, годинникарями, ювелірами, чинбарями, кушнірами, каретними майстрами, бляхарями, столярами, теслярами, броварями, каменярами. Перші готелі з ресторанчиками також збудували німці.
За першим австрійським переписом населення 1869 року, загальне число жителів Буковини становило 533 964 осіб, серед яких налічувалось 10 479 євангельських та 29 502 католицьких німців.
У Чернівці переселилися німецькі чиновники, вчителі, священики, лікарі, які склали значну частину чернівецької еліти.

## Побудова Німецького народного дому в Чернівцях
Перші спроби об'єднатися у національні товариства спостерігалися уже в 70-х роках XIX століття. Центром культурної організації німців стало створене у 1897 році Товариство християнських німців, які взяли на себе ініціативу побудови Німецького народного дому.

Товариство християнських німців

Земля для побудови дому була куплена Товариством у власника 24 травня 1904 року. Перед тим, як розібрати старі будівлі та розпочати споруджуваи нове приміщення, у них тимчасово розташували Німецький шкільний інтернат.
У 1908 році правом власності на нерухоме майно по вулиці Панській, 47 (де планувалось побудувати Німецький Дім) володіли чотири німецькі товариства: Товариство християнських німців Буковини, Товариство німецьких сільськогосподарських спілок, Ощадне і позичкове товариство для німців міста Чернівці та передмість, а також Німецька шкільна спілка.
30 березня 1908 року Товариство християнських німців звернулось до Чернівецького магістрату та Буковинської крайової управи з проханням про надання дозволу на будівництво приміщення Німецького народного дому за планами, розробленими архітектором Густавом Фрічем.
28 квітня 1908 року відбулася передача земельної ділянки піл новобудову. Керівництво будівельними роботами перебрав на себе надвірний радник Ервін Мюллер. Восени 1908 року монументальна споруда вже стояла під дахом. У ній були передбачені приміщення для великої зали, кав'ярні, приміщення для гостей, зимовий кегельбан, винний погріб і др.
Два роки німецькі товариства проводили внутрішнє облаштування будинку.
4 червня 1910 року будівництво Німецького Дому було завершено. На свято закінчення будівництва зібралися: німецька громада краю, представники влади, численні гості. На зібранні багато мовилось про історію німців Буковини, говорилось, що будинок, у який вселяються німці краю, залишиться на довгі десятиліття символом німецької єдності, німецької культури, а також твердинею миру та єдності всіх народностей та національностей, що проживають на Буковині.
У святі взяли участь депутати німецького парламенту, депутати австрійської Палати послів, поважні гості з міста Грац.

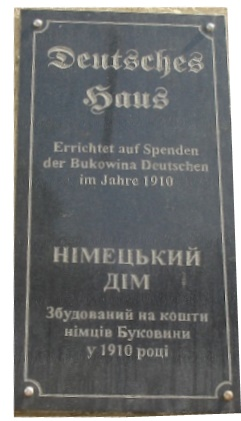

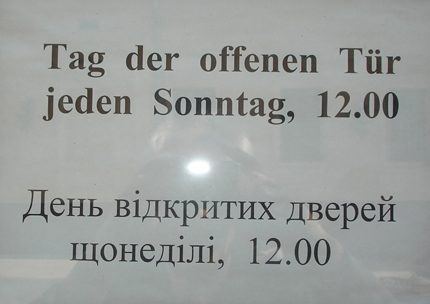

## Про будинок Німецький народний дім[2]
Будинок став окрасою не тільки вулиці, але й усього міста. Споруда розмірами 1700 кв. м., 25 000 м³ зведена як прибутковий будинок і будинок товариства за 700—000 крон на місці старого Німецького шкільного дому. Будівля в середньому чотирьохповерхова, частково п'ятиповерхова, в деяких частинах двоповерхова (приміщення для студентів). Центральний двір об'єднує прибутковий будинок з розташованими позаду спорудами. Частини будинку з'єднані між собою. У партері розташовується Німецький торговий дім, на другому поверсі — Райфазенська каса, на третьому — Крайова спілка, на четвертому — Товариство християнських німців, на п'ятому — шлараффія «Прутана».
Фасад будинку витриманий у німецькому стилі. Якщо не брати до уваги художні пластичні прикраси і карнизи, то він оживляється тільки масою балконів та лоджій, тоді як уся спруда увінчуєтьсястрімким покритим черепицею дахом і фронтоном.
Існує каретний заїзд до двору, в якому колись був розкішний сад та просторий майданчик, на якому в ті давні часи танцювали фрау зі своїми кавалерами під романтичні мелодії духового оркестру.
Колись «Німецький дім» був осередком активного громадського і культурно-просвітницького життя не тільки буковинських німців, а й представників інших націй, які населяли Буковину. Різні зібрання та культурно-розважальні заходи приваблювали сюди різних людей, які цікаво та з приємністю проводили тут свій вільний час, знайомилися, спілкувалися, відпочивали та милувалися привабливою спорудою. У Німецькому домі тоді був і свій банк, і власна друкарня, де видавалися різні книги, брошури, газети та журнали, зокрема популярна на той час газета «Німецький щоденник».
1937 року в Німецькому домі відкрився винний погріб, а також кафе «Віденська кухня». 1940 року в цьому будинку розмістилася жіноча перукарня, власницею якої була пані Геллена Анні. Був тут також і затишний ресторан, і бібліотека з читацькою залою, спеціальні кімнати для різних розваг, окремі приміщення для гостей.
Та найвизначнішою окрасою Німецького дому була, безперечно, його простора, гарно оформлена зала, де проводились найрізноманітніші заходи різних товариств: конференції, зустрічі з видатними особами, лекції та інші громадські зібрання. Сюди приходили люди різних національностей та різних конфесій. На сцені великої зали виступали талановиті актори, демонструючи глядачам різноманітні театральні дійства, а також аматори сцени. Зала привертала увагу відвідувачів не тільки гарним оформленням, а й надзвичайною акустикою. Тому тут часто влаштовували різні урочистості, театральні вистави і концерти, святкові вечори, які завершувалися танцями.

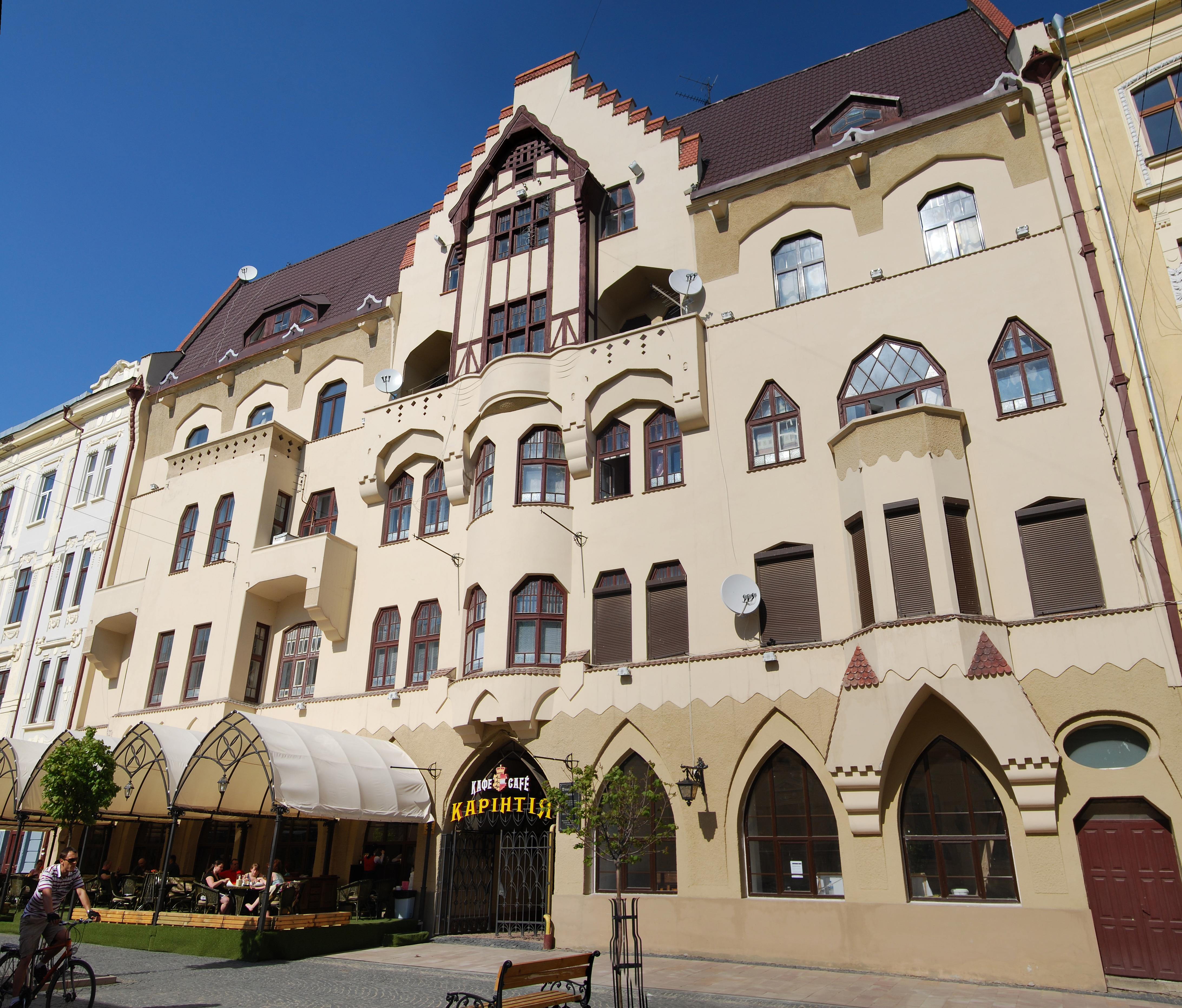
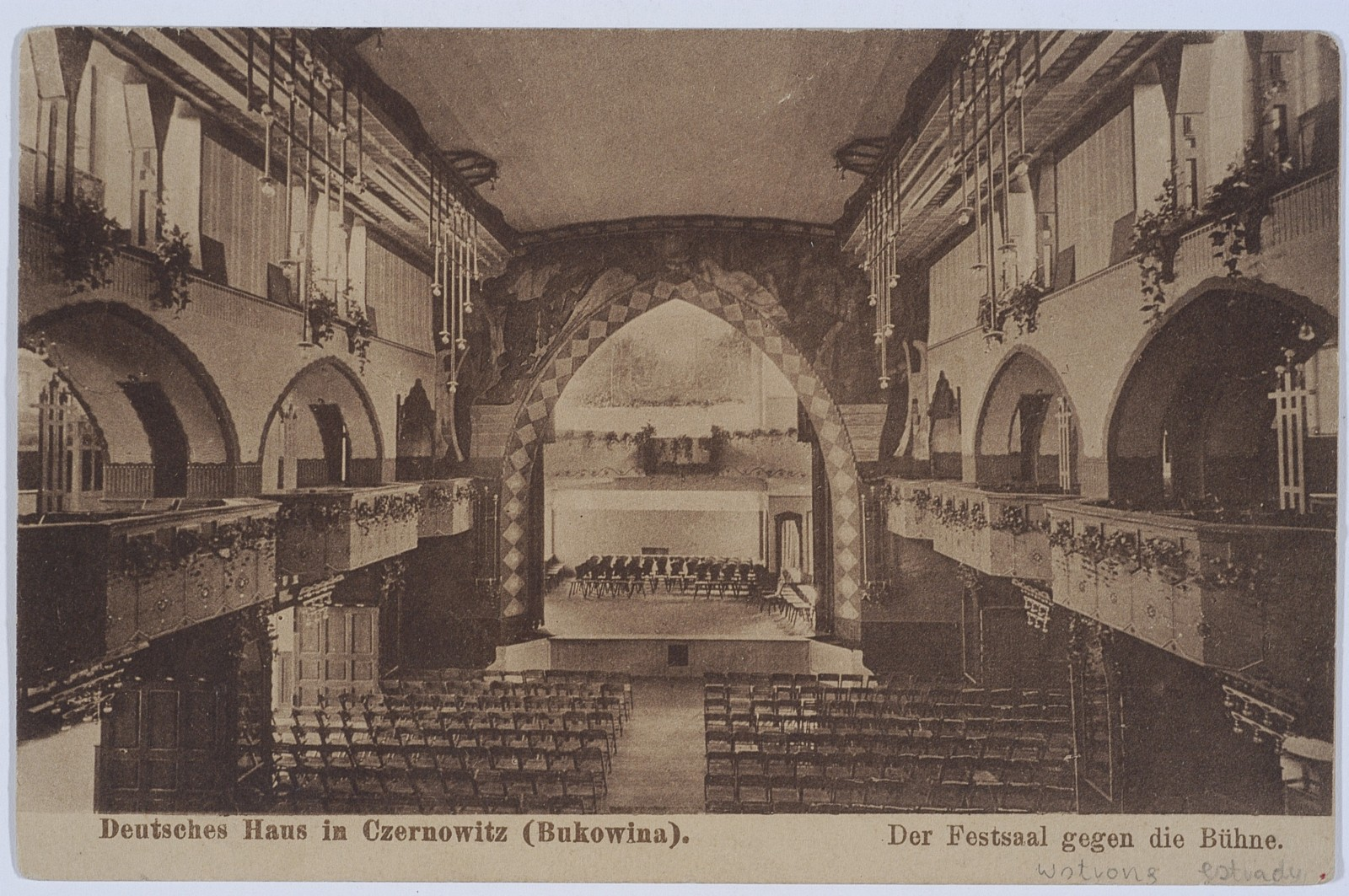

## Німецький народний дім до і після 1940 року

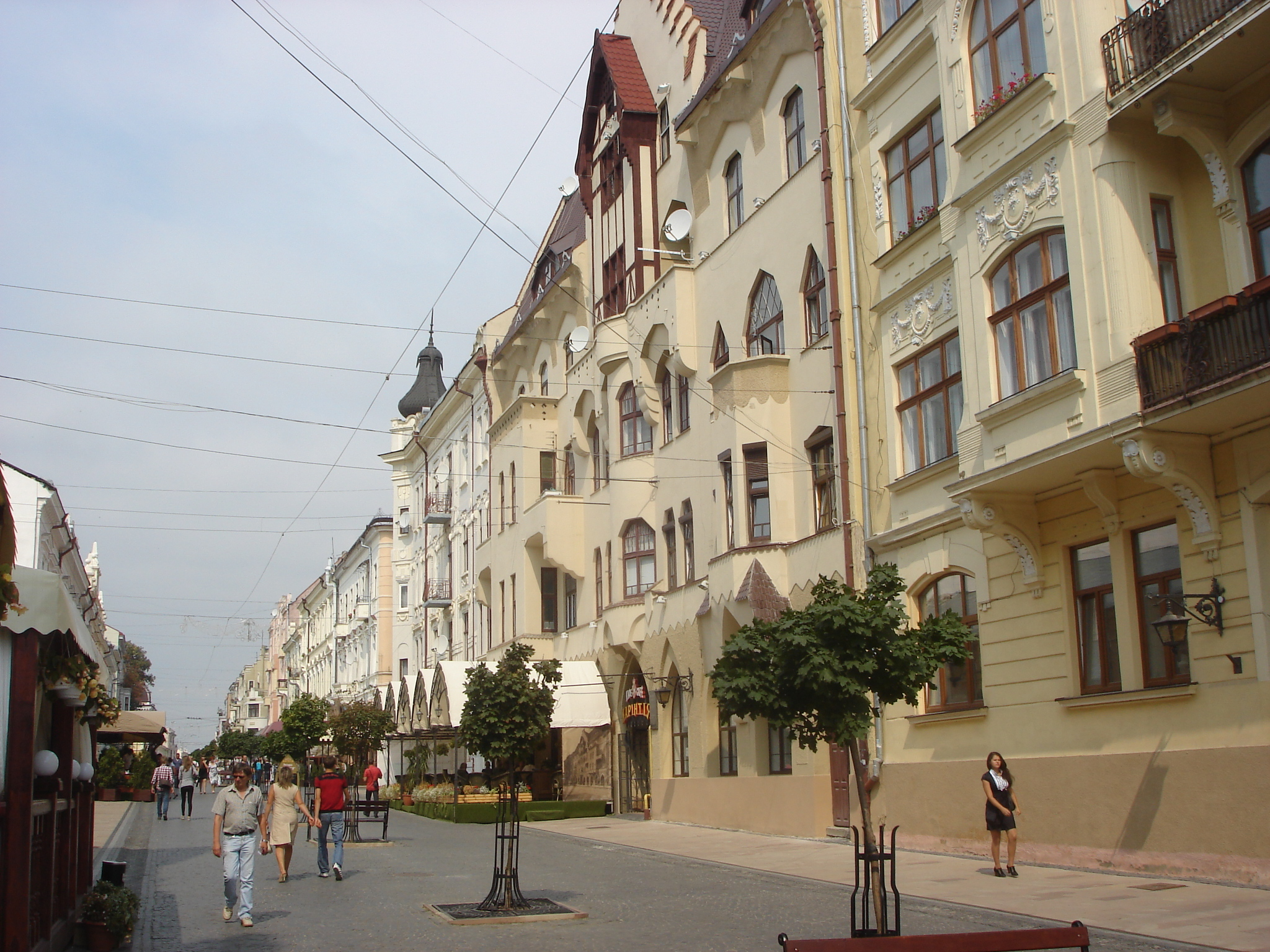
Німецький народний дім сьогодні в ряду інших на вулиці О.Кобилянської

Перша світова війна припинила на чотири роки розвій німецького культурного і громадського життя у Буковині. Вже під час першої російської окупації міста «Німецький дім», у якому до війни розміщувалися майже усі представництва німецьких культурних товариств краю був секвестрований. Російська окупаційна влада намагалася тим самим підірвати громадсько-культурне життя буковинського німецтва. Після т. зв. Березневої революції 1917 року в Росії у великій святковій залі «Німецького дому» відбулися збори, які постановили створити «Український військовий клуб у Черновіц». Після нищівної поразки російських військ у Галичині влітку 1917 року Буковина була визволена і національно-культурне життя краю поступово відновилося. У листопаді 1918 року відбулася військова окупація краю королівською Румунією. Саме безкомпромісна політична боротьба між провідниками корінних націй Буковини стало причиною того, що Буковина опинилася об'єктом протиправних дій з боку королівської Румунії.
[1] Нині вул. Кобилянська, 53.
Політика тотальної румунізації' жителів краю не обминула і німецьку громаду, проте німецька мова й культура ще два десятиліття займали видне місце в містах і селах Буковини.
Після приходу в Буковину Червоної Армії та переселення німців до Німеччини у 1940 році будинок було пристосовано до потреб нової влади.
У 1944 році до Чернівців був перенесений 2й Київський медичний інститут. У зв'язку із нестачею мість у гуртожитках новоствореного навчального закладу, для студентів був виділений 5й поверх колишнього Німецького народного дому.
Зі здобуттям Україною незалежності поступово відродились національні традиції національних меншин краю, в тому числі і німців.
Загалом «Німецький дім» — один із небагатьох будинків Панської вулиці, якого не торкнулись руки перебудовників та завдяки чому він зберіг свій первісний вигляд до нашого часу.
І сьогодні, як майже сто років тому, німецькомовні гості з усіх куточків світу знають споруду Німецького народного дому по вулиці Ольги Кобилянської в Чернівцях. Нині тут існує Товариство австрійсько-німецької культури «Відродження», де спілкуються, зустрічають традиційні німецькі свята, влаштовуються концерти, переглядаються фільми, де звучить німецька мова, до якої долучається молоде покоління.
На верхньому поверсі Німецького дому з 21 квітня 1999 року існувала меморіальна Зала Ґеорґа Дроздовського — відомого австрійського поета, письменника, драматурга, прозаїка, театрального критика і журналіста, який народився у Чернівцях і, де відбулося становлення його особистості, як літератора. А навпроти свою домівку протягом 21 квітня 1999 - 8 листопада 2024 рр. мало Академічне студентське товариство «Буковина», де заснувало невеличкий музей Студентського академічного руху в Чернівцях від заснування Чернівецького університету (31 березня 1875 р.) до сьогодення. 
1934 року в Чернівцях вперше вийшла друком збірка його ліричних творів під назвою «Поезії» (у 1940 році він змушений був виїхати з рідного міста. Поселився в землі Каринтія (Австрія). В кінці життя написав книгу — освідчення в любові до міста своєї юності Чернівців). У Німецькому домі з 1998 року має осідок Академічне товариство «Буковина», що плекає традиції студентського корпораційного руху в Чернівцях, що були закладені ще за часи існування старої Alma mater Франціско-Йозефіни.